# Quelques heures de printemps
Quelques heures de printemps je francouzský hraný film z roku 2012, který režíroval Stéphane Brizé. Snímek měl světovou premiéru na filmovém festivalu v Locarnu dne 5. srpna 2012.

## Děj
Muž je po propuštění z vězení nucen vrátit se ke své matce. Ta má nevyléčitelnou formu rakoviny a proto se rozhodne podstoupit eutanazii.

## Obsazení
| Vincent Lindon        | Alain Evrard              |
| Hélène Vincent        | Yvette Evrard, jeho matka |
| Olivier Perrier       | sosed Lalouette           |
| Emmanuelle Seignerová | Clémence                  |
| Ludovic Berthillot    | Bruno, Alainův kamarád    |
| Silvia Kahn           | doktor Mathieu            |
| Jean-Luc Borgeat      | pracovník společnosti     |
| Véronique Montel      | pracovnice společnosti    |
| Sylvie Jobert         | zaměstnankyně úřadu práce |

## Ocenění
- Masque et la Plume: cena posluchačů
- César: nominace v kategoriích nejlepší režie (Stéphane Brizé), nejlepší herec (Vincent Lindon), nejlepší herečka (Hélène Vincent), nejlepší původní scénář (Florence Vignon a Stéphane Brizé)